# Редінг (Мічиган)
Редінг (англ. Reading) — місто (англ. city) в США, в окрузі Гіллсдейл штату Мічиган. Населення — 1094 особи (2020).

## Географія
Редінг розташований за координатами 41°50′22″ пн. ш. 84°44′52″ зх. д. / 41.83944° пн. ш. 84.74778° зх. д. (41.839583, -84.747830).  За даними Бюро перепису населення США в 2010 році місто мало площу 2,62 км², уся площа — суходіл.

## Демографія
Згідно з переписом 2010 року, у місті мешкало 1078 осіб у 392 домогосподарствах у складі 281 родини. Густота населення становила 411 особа/км².  Було 435 помешкань (166/км²).
Расовий склад населення:
| - 98,9 % — білих - 0,2 % — корінних американців - 0,1 % — чорних або афроамериканців - 0,1 % — азіатів |

До двох чи більше рас належало 0,6 %. Частка іспаномовних становила 0,8 % від усіх жителів.
За віковим діапазоном населення розподілялося таким чином: 32,2 % — особи молодші 18 років, 56,6 % — особи у віці 18—64 років, 11,2 % — особи у віці 65 років та старші. Медіана віку мешканця становила 33,3 року. На 100 осіб жіночої статі у місті припадало 99,6 чоловіків;  на 100 жінок у віці від 18 років та старших — 88,4 чоловіків також старших 18 років.
Середній дохід на одне домашнє господарство  становив 39 114 долари США (медіана — 31 207), а середній дохід на одну сім'ю — 42 736 доларів (медіана — 35 781). Медіана доходів становила 36 979 доларів для чоловіків та 25 486 доларів для жінок. За межею бідності перебувало 32,0 % осіб, у тому числі 44,9 % дітей у віці до 18 років та 15,0 % осіб у віці 65 років та старших.
Цивільне працевлаштоване населення становило 400 осіб. Основні галузі зайнятості: виробництво — 28,5 %, освіта, охорона здоров'я та соціальна допомога — 22,3 %, роздрібна торгівля — 18,0 %.